# Jamie McDell
Jamie McDell, née le 3 novembre 1992 à Auckland, est une auteur-compositeur néo-zélandaise. Elle est découverte à l'âge de 16 ans par EMI Music New Zealand. Elle lance son premier single You'll Never Take That Away le 20 février 2012, lequel fut certifié Or le 28 mai 2012. Avec le succès de cette première chanson, Jamie McDell lance son premier album Six Strings and a Sailboat le 16 novembre 2012. Ce dernier remportera le prix du Meilleur album pop aux New Zealand Music Awards en 2013.

## Biographie

### Jeunesse
Jamie McDell est née à Auckland et a grandi dans une famille mélomane. Elle étudie au Diocesan School for Girls puis au King's College d'Auckland. Elle développe un intérêt pour le surf et le skate et est initiée à la navigation. Elle commence très tôt à composer des chansons autobiographiques.

### 2012 - aujourd'hui:Six Strings and a Sailboat
Son single You'll Never Take That Away est sorti en Nouvelle-Zélande le 20 février 2012. La chanson parvient à percer l'Official New Zealand Top 40 et reste au palmarès durant dix semaines. Il entre dans le palmarès du top 20 le 30 avril 2012 et y conserve la tête pendant quatre semaines. Le single sera certifié Or le 28 mai 2012.
À la suite de ce succès, elle lance un EP de 5 chansons nommé All That I Wanted le 4 mai 2012. McDell entre en studio pour enregistrer son premier album en août 2012. Comme à l'habitude, c'est par les réseaux sociaux que la chanteuse communique le nom et la couverture de son album Six Strings and a Sailboat. L'album sort le 16 novembre 2012. Ce dernier atteindra la 8e place au palmarès des albums vendus en Nouvelle-Zélande.
Le 26 juin 2013, elle lance la chanson Ode To the Lines pour Global Citizen, un organisme international voulant mettre fin à la pauvreté extrême. Elle chantera celle-ci en compagnie de Anika Moa lors d'un concert bénéfice à l'hôtel de ville d'Auckland le 4 août 2013.

## Discographie

### Albums
| Album                      | Détails                                                                          | Palmarès | Palmarès  | Certifications |
| Album                      | Détails                                                                          | NZ       | NZ Artist | Certifications |
| -------------------------- | -------------------------------------------------------------------------------- | -------- | --------- | -------------- |
| Six Strings and a Sailboat | - Sortie : 16 novembre 2012 - Label : EMI Music - Formats : CD, Digital download | 8        | 2         | RIANZ: Gold    |
| Ask Me Anything            | - TBA                                                                            | -        | -         | -              |

### EPs
| Album                           | Détails                                                                               | Palmarès  | Certifications |
| Album                           | Détails                                                                               | NZ Artist | Certifications |
| ------------------------------- | ------------------------------------------------------------------------------------- | --------- | -------------- |
| All That I Wanted - Acoustic EP | - Sortie : 4 mai 2012 - Label : EMI Music - Formats : Digital download                | 8         | -              |
| Crash - EP                      | - Sortie : 21 novembre 2014 - Label : Universal Music NZ - Formats : Digital download | -         | -              |

### Singles
| Année | Titre                         | Palmarès | Palmarès  | Album                      | Certifications |
| Année | Titre                         | NZ       | NZ Artist | Album                      | Certifications |
| ----- | ----------------------------- | -------- | --------- | -------------------------- | -------------- |
| 2012  | "You'll Never Take That Away" | 11       | 1         | Six Strings and a Sailboat | RIANZ: Gold    |
| 2012  | "Rewind"                      | 30       | 1         | Six Strings and a Sailboat | -              |
| 2012  | "Life in Sunshine"            | 27       | 3         | Six Strings and a Sailboat | RIANZ: Gold    |
| 2013  | "Angel"                       | -        | 3         | Six Strings and a Sailboat | -              |
| 2014  | "Dumb"                        | 37       | 3         | -                          | -              |
| 2014  | "Crash"                       | -        | 5         | -                          | -              |

#### Charity Singles
| Année | Titre            |
| ----- | ---------------- |
| 2013  | Ode to the Lines |

### Vidéoclips
| Titre                         | Année | Réalisateur   | Réf.   |
| ----------------------------- | ----- | ------------- | ------ |
| "You"ll Never Take That Away" | 2012  | NC            | [ 7 ]  |
| "Rewind"                      | 2012  | NC            | [ 8 ]  |
| "Life in Sunshine"            | 2012  | NC            | [ 9 ]  |
| "Angel"                       | 2013  | Garth Badger  | [ 10 ] |
| "Dumb"                        | 2014  | Shae Sterling | [ 11 ] |
| "Crash"                       | 2014  | Anita Ward    | [ 12 ] |

## Prix et nominations
| Prix                     | Année | Type                            | Titre                      | Notes      |
| ------------------------ | ----- | ------------------------------- | -------------------------- | ---------- |
| New Zealand Music Awards | 2013  | Best Pop Album                  | Six Strings and a Sailboat | Lauréat    |
| New Zealand Music Awards | 2013  | Best Female Solo Artist         | Six Strings and a Sailboat | Nomination |
| New Zealand Music Awards | 2013  | Breakthrough Artist of the Year | Six Strings and a Sailboat | Nomination |